# Herb gminy Rudnik (województwo śląskie)
Herb gminy Rudnik – symbol gminy Rudnik, ustanowiony między 1994 a 1998.

## Wygląd i symbolika
Herb przedstawia na tarczy dwudzielnej w słup, po prawej stronie, na srebrnym tle, czerwoną blankowaną wieżę zamkową z jednym srebrnym oknem, a u podstawy wieży – czerwono-złoty kłos dojrzałego zboża, ułożony wzdłuż obwódki herbu. Po lewej stronie tarczy, na błękitnym tle, brązowa gałązka dębowa, ze złotymi liśćmi i czerwonymi użyłkowaniami. Tarcza herbowa posiada błękitną obwódkę. 
Wieża nawiązuje do dawnych oraz obecnych pałaców, a kłos zboża - do rolniczego charakteru gminy. 
Kolory wykorzystane w herbie – błękitny i złoty – nawiązują do tradycji Śląska.